# Goyang Orion Orions
O Goyang Orion Orions é um clube profissional de basquetebol sul-coreano sediado em Goyang, Gyeonggi-do, Coreia do Sul. A equipe disputa a Korean Basketball League.

## História
Foi fundado em 1997.